# Shakera Reece
Shakera Kiella Valena Reece, (sinh ngày 31 tháng 8 năm 1988) là một vận động viên chạy nước rút người Barbados, từng thi đấu tại Đại hội Thể thao Pan American 2011.
Reece thi vào Đại học Rice. Tại Rice, Reece thi đấu trong các sự kiện chạy nước rút, chẳng hạn như đường đua 100 mét và gạch ngang 200 mét. Cô đã chạy 11,34 trong cuộc đua 100 mét vào năm 2007 tại Turks & Caicos để giành vị trí đầu tiên tại giải vô địch CARIFTA Under-20.